# Le Seigneur des anneaux (jeu de société)
Pour les articles homonymes, voir Le Seigneur des anneaux (homonymie).
Le Seigneur des anneaux est un jeu de société de type coopératif, créé par Reiner Knizia et édité en langue française par Hasbro en 2001.
Les joueurs y incarnent les hobbits Frodon, Sam, Pippin et Merry, tirés de l'œuvre de Tolkien. Leur but est de détruire l'Anneau unique en évitant les nombreux pièges sur leur route et en profitant au maximum des aides à leur disposition. Il s'agit d'un jeu de coopération, c’est-à-dire que les joueurs ne jouent pas les uns contre les autres mais les uns avec les autres.
Sur le parcours de jeu principal, une ligne composée de 16 cases en dégradé du blanc vers le noir, représente l'avancée vers les ténèbres. Les hobbits commencent sur le blanc et Sauron sur le noir. Si un joueur rencontre Sauron, il meurt.
Pour mener à bien leur quête, les joueurs devront accomplir 7 quêtes : Cul-de-Sac, Fondcombe, Moria, Lothlórien, le gouffre de Helm, l'antre d'Arachne et le Mordor.

## Extensions
Trois extensions viennent enrichir le jeu de base.

### Les forces des ténèbres
L'extension éditée en 2002 propose deux quêtes complémentaires : Bree et l'Isengard, accompagnées de cartes d'Ennemis compliquant la donne.

### Sauron
Un joueur peut incarner Sauron et jouer contre les autres joueurs. Cette extension éditée en 2002 permet de jouer à 6.

### Champs de bataille
Les joueurs doivent affronter divers ennemis en même temps que progresser dans leur quête principale. L'extension est disponible depuis 2007.

## Récompenses
- Spiel des Jahres prix spécial « Littérature » 2001

## Sources
- Le jeu Le Seigneur des anneaux sur L'Escale à jeux